# Chuyện chưa kể ở xứ sở khổng lồ
Chuyện chưa kể ở xứ sở khổng lồ (tựa gốc: The BFG hay Roald Dahl's The BFG, viết tắt của từ Big Friendly Giant) là một phim điện ảnh phiêu lưu kỳ ảo của Mỹ năm 2016 do Steven Spielberg đạo diễn và sản xuất, Melissa Mathison viết kịch bản, dựa trên tiểu thuyết cùng tên năm 1982 của Roald Dahl. Phim có sự tham gia của Mark Rylance, Ruby Barnhill, Penelope Wilton, Jemaine Clement, Rebecca Hall, Rafe Spall và Bill Hader.